# Escacena del Campo

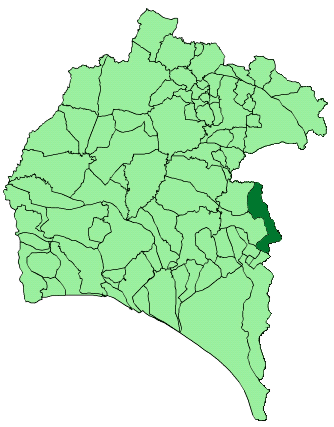
Localização de Escacena del Campo

Escacena del Campo é um município da Espanha na província de Huelva, comunidade autónoma da Andaluzia, de área 136 km² com população de 2154 habitantes (2007) e densidade populacional de 15,91 hab/km².

## Demografia
| Variação demográfica do município entre 1991 e 2004 | Variação demográfica do município entre 1991 e 2004 | Variação demográfica do município entre 1991 e 2004 | Variação demográfica do município entre 1991 e 2004 |
| --------------------------------------------------- | --------------------------------------------------- | --------------------------------------------------- | --------------------------------------------------- |
| 1991                                                | 1996                                                | 2001                                                | 2004                                                |
| 2220                                                | 2226                                                | 2254                                                | 2162                                                |